# الشك (مسلسل 2024)
الشك (بالكورية: 이토록 친밀한 배신자)‏ هو مسلسل تلفزيوني كوري جنوبي، من بطولة هان سوك كيو. إنه يصور المعضلة التي يواجهها أفضل المحلل في البلاد عندما يكتشف سر ابنته المتعلق بجريمة قتل. عرض على قناة MBC TV في 11 أكتوبر الى 15 نوفمبر 2024، تم بثه ايام الجمعة والسبت. وهو متاح على نتفليكس دوليا.

## القصة
جانغ تاي سو (هان سوك كيو) هو محلل إجرامي أسطوري في كوريا. لقد كان من الأوائل في مجاله ومهد الطريق لمحللي السلوك الإجرامي في البلاد. لقد اكتسب الاحترام والثقة المطلقة داخل منظومة الشرطة. في المنزل، هو والد وحيد ويقوم بتربية ابنته بنفسه. يعمل تاي سو في قضية قتل ويدرك أن ابنته متورطة في القضية. الاكتشاف الذي يهز كل شيء في معتقداته المهنية وعلاقته بابنته. من أجل حماية ابنته، يكافح لكشف الحقيقة.

## طاقم
- هان سوك-كيو في دور جانغ تاي-سو: أحد أبرز الشخصيات في كوريا الجنوبية وأب أعزب يقوم بتربية ابنته الوحيدة. إنه محلل سلوك إجرامي علم نفسه بنفسه وحصل على احترام وثقة لا مثيل لهما داخل قوة الشرطة. ومع ذلك، عندما يهز حادث ما معتقداته المهنية وعلاقته بابنته الحبيبة، فإنه يكافح لكشف الحقيقة من أجل حماية الشيء الوحيد الذي يعني العالم بالنسبة له.[2]
- تشاي وون-بين في دور جانغ ها-بين: الابنة الوحيدة لـ تاي-سو وهي طالبة في المدرسة الثانوية. إنها تبدو عادية، ولكن مثل والدها، لديها قدرة غير عادية على مراقبة الناس وفهمهم بدقة. كما أنها تخفي سرًا سيهز حياة والدها.[5]
- هان يي ري بدور لي إيون جين: شخص درس في الخارج في المملكة المتحدة وتخصص في علم النفس الجنائي، وتعطي الأولوية دائمًا للحقائق على العواطف في القضايا. على الرغم من أنها تحترم تاي سو كنموذج يحتذى به، إلا أنها تشعر بالريبة بشأن مظهره كما لو أنه يخفي شيئًا ما.[6]
- اوه يون-سو بدور يون جي-سو: زوجة تاي-سو السابقة ووالدة ها-بين. إنها تقف في قلب قصة الأب وابنته وتضخم الغموض المحيط بها.[7]
- نوه جاي وون بدور كو داي هونغ: مفتش فريق تحليل السلوك الإجرامي.[8]
- يون كيونغ هو في دور أوه جيونغ هوان: قائد فريق متحمس لوحدة مكافحة الجرائم العنيفة وغالبًا ما يكون في صراع مع تاي سو.[9]

## الإنتاج

### ينتج
من كاتبة هان آه يونغ، الحائزة على جائزة التميز في مسابقة كتابة السيناريو الدرامي لـ MBC لعام 2021، واخراج سونغ يون هوا، التي علمت مخرج مساعد في مسلسل الكم الاحمر (2022)، الوحش (2022)، سيتم انتاج المسلسل مسبقاً بالكامل لضمان الجودة وفقاً لام بي سي، سيتولى إنتاجه فريق شركة إسسين ديو بتعاون مع وودسايد.

### طاقم
في عام 2023، ورد أن هان سوك كيو تم اختياره للدور الرئيسي في 16 نوفمبر، وتم تأكيده رسميًا في 5 ديسمبر. وكانت هذه أيضًا عودة هان إلى MBC بعد 29 عامًا.
في عام 2024، ورد أن تشاي وون بين تم اختيارها لدور الابنة في 17 يناير، وتم تأكيدها رسميًا في 2 أبريل. وبحسب ما ورد تم اختيار هان يي ري في 22 فبراير، وتم تأكيدها رسميًا في 8 أبريل .

## المشاهدات
| الموسم | الموسم | رقم الحلقة | رقم الحلقة | رقم الحلقة | رقم الحلقة | رقم الحلقة | رقم الحلقة | رقم الحلقة | رقم الحلقة | رقم الحلقة | رقم الحلقة | المتوسط |
| الموسم | الموسم | 1          | 2          | 3          | 4          | 5          | 6          | 7          | 8          | 9          | 10         | المتوسط |
| ------ | ------ | ---------- | ---------- | ---------- | ---------- | ---------- | ---------- | ---------- | ---------- | ---------- | ---------- | ------- |
|        | 1      | 0.855      | 0.795      | 0.844      | 0.849      | 0.979      | 1.170      | 0.837      | 0.570      | 1.178      | 1.521      | 1.006   |

وفقا للمخطط نيلسن، فقد حققت الحلقة الاخيرة من المسلسل نسبة تقييم 9.6% بحوالي 1.5 مليون مشاهد.
| الحلقات | تاريخ البث     | تقييمات (نيلسن كوريا) | تقييمات (نيلسن كوريا) |
| الحلقات | تاريخ البث     | على الصعيد الوطني     | سيئول                 |
| ------- | -------------- | --------------------- | --------------------- |
| 1       | 11 أكتوير 2024 | 5.6%                  | 5.5%                  |
| 2       | 12 أكتوير 2024 | 4.7%                  | 4.3%                  |
| 3       | 18 أكتوبر 2024 | 5.8%                  | 5.1%                  |
| 4       | 19 أكتوبر 2024 | 5.5%                  | 5.4%                  |
| 5       | 26 أكتوبر 2024 | 6.0%                  | 6.5%                  |
| 6       | 1 نوفمبر 2024  | 7.6%                  | 7.0%                  |
| 7       | 2 نوفمبر 2024  | 5.3%                  | 4.9%                  |
| 8       | 8 نوفمبر 2024  | 6.9%                  | 6.3%                  |
| 9       | 9 نوفمبر 2024  | 6.8%                  | 6.3%                  |
| 10      | 15 نوفمبر 2024 | 9.6%                  | 9.2%                  |
| متوسط   | متوسط          | 6.4%                  | 6.1%                  |

## الجوائز والترشيحات
| قائمة الجوائز والترشيحات | قائمة الجوائز والترشيحات | قائمة الجوائز والترشيحات              | قائمة الجوائز والترشيحات       | قائمة الجوائز والترشيحات | قائمة الجوائز والترشيحات |
| السنة                    | الجائزة                  | الفئة                                 | المستلم                        | النتيجة                  | م.                       |
| ------------------------ | ------------------------ | ------------------------------------- | ------------------------------ | ------------------------ | ------------------------ |
| 2024                     | جوائز غريماي             | أفضل دراما                            | الشك                           | فوز                      | [ 16 ]                   |
| 2024                     | جوائز غريماي             | أفضل مخرج                             | سونغ يون هوا                   | فوز                      | [ 16 ]                   |
| 2024                     | جوائز غريماي             | أفضل مونتاج                           | الشك                           | فوز                      | [ 16 ]                   |
| 2024                     | جوائز غريماي             | أفضل ممثل                             | هان سوك كيو                    | فوز                      | [ 16 ]                   |
| 2024                     | جوائز غريماي             | أفضل ممثلة                            | تشاي وون بين                   | فوز                      | [ 16 ]                   |
| 2024                     | جوائز سين21              | ممثل العام (مسلسل)                    | هان سوك كيو                    | فوز                      | [ 17 ]                   |
| 2024                     | جوائز سين21              | الممثلة الجديدة لهذا العام (مسلسل)    | تشاي وون بين                   | فوز                      | [ 17 ]                   |
| 2024                     | جوائز إم بي سي للدراما   | الجائزة الكبرى (الديسانغ)             | هان سوك كيو                    | فوز                      |                          |
| 2024                     | جوائز إم بي سي للدراما   | دراما العام                           | الشك                           | رُشِّح                      |                          |
| 2024                     | جوائز إم بي سي للدراما   | جائزة التميز لأفضل ممثل في مسلسل قصير | هان سوك كيو                    | رُشِّح                      |                          |
| 2024                     | جوائز إم بي سي للدراما   | أفضل ممثل مساعد                       | يون كيونغ هو                   | رُشِّح                      |                          |
| 2024                     | جوائز إم بي سي للدراما   | أفضل ممثلة مساعدة                     | هان يي ري                      | رُشِّح                      |                          |
| 2024                     | جوائز إم بي سي للدراما   | أفضل ممثل جديد                        | كيم جونغ جين                   | رُشِّح                      |                          |
| 2024                     | جوائز إم بي سي للدراما   | أفضل ممثل جديد                        | روه جاي وون                    | رُشِّح                      |                          |
| 2024                     | جوائز إم بي سي للدراما   | أفضل ممثلة جديدة                      | تشاي وون بين                   | فوز                      |                          |
| 2024                     | جوائز إم بي سي للدراما   | جائزة أفضل ثنائي                      | هان سوك كيو وتشاي وون بين      | رُشِّح                      |                          |
| 2025                     | جوائز بايكسانغ للفنون    | أفضل دراما                            | الشك                           | رُشِّح                      | [ 18 ]                   |
| 2025                     | جوائز بايكسانغ للفنون    | أفضل مخرج                             | سونغ يون هوا                   | فوز                      | [ 18 ]                   |
| 2025                     | جوائز بايكسانغ للفنون    | أفضل ممثل                             | هان سوك كيو                    | رُشِّح                      | [ 18 ]                   |
| 2025                     | جوائز بايكسانغ للفنون    | أفضل ممثل جديد                        | كيم جونغ جين                   | رُشِّح                      | [ 18 ]                   |
| 2025                     | جوائز بايكسانغ للفنون    | أفضل ممثلة جديدة                      | تشاي وون بين                   | فوز                      | [ 18 ]                   |
| 2025                     | جوائز بايكسانغ للفنون    | أفضل إنجاز تقني                       | لي جين سوك، لي دوك هون (تصوير) | رُشِّح                      | [ 18 ]                   |

## روابط خارجية
- الشك على موقع IMDb (الإنجليزية)
- الشك على موقع نتفليكس (الإنجليزية)
- الشك على موقع فيلمافينيتي (الإسبانية)
- الشك على موقع قاعدة بيانات الفيلم (الإنجليزية)
- الشك على هانسينما